# Carlos Vidal

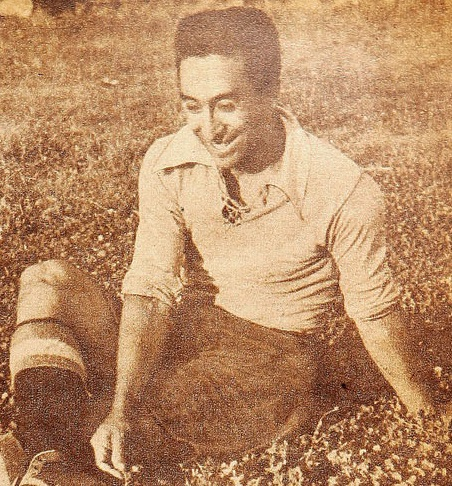
Carlos Vidal in 1944

Carlos Vidal Lepe (24 februari 1902 - 7 juni 1982) was een Chileense voetballer die het Chileense nationale team vertegenwoordigde op het WK van 1930. Hij speelde als spits.

## Internationale goals
| #  | Datum        | Locatie                                 | Tegenstander | Score | Resultaat | Competitie |
| -- | ------------ | --------------------------------------- | ------------ | ----- | --------- | ---------- |
| 1. | 16 juli 1930 | Estadio Centenario, Montevideo, Uruguay | Mexico       | 1–0   | 1–0       | WK 1930    |
| 2. | 16 juli 1930 | Estadio Centenario, Montevideo, Uruguay | Mexico       | 1–0   | 3–0       | WK 1930    |